# Егијон (Арјеж)
Егијон (фр. Aiguillon) насеље је и општина у јужној Француској у региону Миди Пирене, у департману Арјеж која припада префектури Фоа.
По подацима из 2011. године у општини је живело 391 становника, а густина насељености је износила 61,38 становника/km². Општина се простире на површини од 6,37 km². Налази се на средњој надморској висини од 463 метара (максималној 920 m, а минималној 457 m).

## Демографија
| 1962. | 1968. | 1975. | 1982. | 1990. | 1999. | 2011. |
| ----- | ----- | ----- | ----- | ----- | ----- | ----- |
| 341   | 372   | 391   | 437   | 480   | 422   | 391   |

График промене броја становника у току последњих година